# Dancing's Done
Dancing's Done é uma canção da cantora americana Ava Max. Foi lançada em 20 de dezembro de 2022 como o quarto single de seu segundo álbum de estúdio, Diamonds & Dancefloors. Um visualizer para a música foi lançado em 21 de dezembro de 2022. "Dancing's Done" segue os singles lançados anteriormente “Maybe You're the Problem”, “Million Dollar Baby” e “Weapons” do próximo álbum de Max.

## Antecedentes e lançamento
Precedido pelos singles "Maybe You're the Problem", “Million Dollar Baby” (que interpola “Can't Fight the Moonlight” de LeAnn Rimes) e “Weapons” ao estilo de Lady Gaga, Diamonds & Dancefloors estava programado para ser lançado em 14 de outubro de 2022, mas foi anunciado que seria adiado para 27 de janeiro de 2023.
“Dancing's Done” captura as vibrações da discoteca e da dança dos anos 80 para oferecer uma batida viciante e alucinante enquanto Max canta sobre perseguir o objeto de sua afeição. “Eu quero ceder à sua tentação sombria / Eu quero te tocar como ninguém, oh / Pessoas como você e eu nascemos para correr / Então, para onde vamos quando a dança acabar?”, ela pergunta no refrão rítmico da música. Em 16 de dezembro de 2022, a música foi adicionada às listas de reprodução "New Music Daily Japan" e "Today's Top Hits Spain" da Apple Music, apesar de não ter sido lançada ou tocada.
O quarto single foi lançado em 20 de dezembro de 2022 e alcançou mais de um milhão de visualizações no YouTube. Na nova capa, mostra Max deitada em diamantes com um holofote focando em seu rosto, maquiada com sombra branca e batom vermelho, o cabelo ruivo ainda está presente como na capa anterior que ela lançou. Max está usando um biquíni coberto de diamantes com acessórios de diamantes.
Na imagem original, exibia um close-up dos cabelos tingidos de vermelho-cereja de Max cercados por diamantes, com um diamante colocado no centro dos lábios de Max.

## Faixas e formatos
Download digital
1. “Dancing's Done” – 2:46

Pacote de streaming
1. “Dancing's Done” – 2:46
2. “Weapons” – 2:31
3. “Million Dollar Baby” – 3:04
4. “Maybe You're the Problem” – 3:10

## Créditos e pessoal
Créditos da música adaptados do Tidal.
- Amanda Ava Koci — vocais, compositora
- Peter “Lostboy” Rycroft — produtor, compositor
- Matthew James Burns — produtor, compositor
- Henry Walter — co-produtor, compositor
- Sean Douglas — compositor
- Pablo Bowman — compositor
- Serban Ghenea — mixagem
- Bryce Bordone — engenheiro assistente de mixagem
- John Hannes — engenheiro de som
- Chris Gehringer — mestre

## Histórico de lançamento
| Região | Data                   | Formato                    | Versão   | Gravadora | Ref.          |
| ------ | ---------------------- | -------------------------- | -------- | --------- | ------------- |
| Várias | 20 de dezembro de 2022 | Download digital streaming | Original | Atlantic  | [ 10 ] [ 12 ] |